# Mostafa Hicham al-Gamal
Mostafa Hicham al-Gamal (né le 1er octobre 1988 à Gizeh) est un athlète égyptien, spécialiste du lancer de marteau.
Il détient le record d'Afrique en 81,27 m, obtenu au Caire en 2014.
Après avoir participé aux Jeux olympiques de Londres (2012), il remporte la médaille d'or lors des Jeux méditerranéens 2013 à Mersin, en lançant le marteau à 76,68 m, son second meilleur lancer de sa carrière.
Il remporte le titre des Championnats panarabes d'athlétisme 2015.
Le 25 mai 2015, il lance le marteau à 77,06 m à Ostrava, en terminant 4e du concours. En juillet il réalise 79,90 m au Caire, ce qui le qualifie pour les Jeux olympiques de 2016.
En septembre, il conserve son titre aux Jeux africains de Brazzaville, acquis en 2011 à Maputo.

## Palmarès
| Date | Compétition            | Lieu         | Résultat | Marque  |
| ---- | ---------------------- | ------------ | -------- | ------- |
| 2008 | Championnats d'Afrique | Addis Abeba  | 2e       | 69,70 m |
| 2010 | Championnats d'Afrique | Nairobi      | 3e       | 71,40 m |
| 2011 | Jeux africains         | Maputo       | 1er      | 74,76 m |
| 2011 | Jeux panarabes         | Doha         | 2e       | 70,23 m |
| 2012 | Championnats d'Afrique | Porto-Novo   | 3e       | 73,81 m |
| 2013 | Jeux méditerranéens    | Mersin       | 1er      | 76,68 m |
| 2014 | Championnats d'Afrique | Marrakech    | 1er      | 79,09 m |
| 2014 | Coupe continentale     | Marrakech    | 2e       | 78,89 m |
| 2015 | Championnats panarabes | Madinat 'Isa | 1er      | 74,81 m |
| 2015 | Championnats du monde  | Pékin        | 7e       | 76,81 m |
| 2015 | Jeux africains         | Brazzaville  | 1er      | 74,92 m |
| 2018 | Championnats d'Afrique | Asaba        | 1er      | 73,50 m |
| 2018 | Coupe continentale     | Ostrava      | 4e       | 74,22 m |
| 2019 | Jeux africains         | Rabat        | 1er      | 72,50 m |
| 2023 | Jeux panarabes         | Oran         | 1er      | 76,48 m |
| 2024 | Jeux africains         | Accra        | 1er      | 73,65 m |
| 2024 | Championnats d'Afrique | Douala       | 1er      | 72,88 m |

## Records
| Épreuve | Marque       | Lieu     | Date         |
| ------- | ------------ | -------- | ------------ |
| Marteau | 81,27 m (AR) | Le Caire | 21 mars 2014 |